# ويل غراهام
ويل غراهام (بالإنجليزية: Will Graham)‏ هو شخصية خيالية وبطل رواية التنين الأحمر التي صَدرت في 1981 للروائي الأمريكي توماس هاريس. يَعمل غراهام في مكتب التحقيقات الفيدرالي وهو المُحقق المسؤول عن القبض على القاتل المتسلسل هانيبال ليكتر، والذي يَتم تعيينه لاحقا للتحقيق في قضية السفاح فرانسيس دولرهايد. يمتلك غراهم قُدرة التشاعر مع القتلة والسايكوباتيين، وهي قُدرة يجدها مُتعبة للغاية. لديه أيضا ذاكرة فوتوغرافية تُشابه التي لدي ليكتر.
عدا عن عدة إشاراتٍ عابرة في رواية صمت الحملان، لم يَظهر غراهام في أيٍ من الروايات الأخرى في السلسلة. تَم تجسيد شخصيته في فيلمِ مان هنتر والتنين الأحمر من قِبل وليام بيترسون وإدوارد نورتون، على التوالي. جَسده في هيو دانسي في المسلسل التلفزيوني هانيبال.

## ظهور

### رواية
يؤسس التنين الأحمر خلفية غراهام الدرامية. نشأ فقيرًا في لويزيانا، وانتقل في النهاية إلى نيو أورلينز، حيث أصبح محققًا في جرائم القتل. يغادر نيو أورلينز للالتحاق بكلية الدراسات العليا في علوم الطب الشرعي بجامعة جورج واشنطن. بعد حصوله على شهادته، يذهب غراهام للعمل في معمل الجريمة التابع لمكتب التحقيقات الفيدرالي. بعد عمل استثنائي في كل من معمل الجريمة وفي الميدان، تم منح غراهام وظيفة كمدرس في أكاديمية مكتب التحقيقات الفيدرالي. خلال مسيرته المهنية في مكتب التحقيقات الفيدرالي، حصل غراهام على لقب «المحقق الخاص» أثناء وجوده في الميدان.
وتتعلق قضيته الرئيسية الأولى بقاتل متسلسل يلقب بـ «مينيسوتا شريك»، الذي يفترس طالبات جامعات. قام بإمساك القاتل، غاريت جاكوب هوبز، في منزل المشتبه به، أثناء محاولته قتل أسرته. يجد غراهام زوجة هوبز في الشقة تهبط، وهي تنزف من طعنات متعددة، والتي تقبض على غراهام قبل أن تموت. يكسر جراهام الباب ويطلق النار على هوبز الذي طعن ابنته مرارًا وتكرارًا في رقبتها. نجت ابنة هوبز واستمرت في حياتها في النهاية. انزعج جراهام بشدة من الحادث وتم إحالته إلى جناح الطب النفسي في مستشفى بيثيسدا البحري. بعد شهر في المستشفى، عاد إلى مكتب التحقيقات الفيدرالي.
في عام 1975، قام بتعقب قاتل متسلسل آخر يُدعى «تشيسابيك الخارق»، والذي قام بإزالة أعضاء ضحاياه الصالحة للأكل جراحيًا. لاحظ أن الضحية التي أصيبت بطعنات متعددة أصيب بجرح ملتئم؛ وفقًا لسجلاته الطبية، فإن الضحية المذكورة قد أصيب في حادث صيد قبل خمس سنوات. يتتبع الطبيب الذي عالج الضحية في غرفة الطوارئ، الدكتور هانيبال ليكتر، وهو الآن طبيب نفسي مشهور، لمقابلته حول المريض. خلال اجتماعهم الأول، يدعي ليكتر أنه لا يتذكر الكثير. يعود غراهام ليرى ليكتر في مكتبه، وفي غضون دقائق يدرك أن ليكتر هو القاتل الذي يبحث عنه. يذهب غراهام إلى مكتب ليكتر الخارجي ويُجري مكالمة هاتفية إلى مكتب التحقيقات الفدرالي الميداني في بالتيمور. قام ليكتر، الذي نزع حذائه، بالتسلل إلى جراهام وشق بطنه بسكين مشمع، مما أدى إلى نزع أحشائه تقريبًا. عملاء مكتب التحقيقات الفدرالي وقوات ولاية ماريلاند يصلون ويقبضون على ليكتر، ويقضي غراهام شهورًا يتعافى في المستشفى. لم يدرك إلا بعد فترة وجيزة في المستشفى ما دفعه للخروج - الرسم التخطيطي الطبي القديم رجل الجرح، الذي تتطابق جروحه تمامًا مع جروح ضحية الخارق. إن أسر غراهام لـ ليكتر يجعله من المشاهير، ويحظى بالتبجيل كأسطورة في مكتب التحقيقات الفيدرالي. مراسل صحيفة التابلويد، فريدي لاوندز، يتسلل إلى المستشفى حيث يتعافى غراهام، ويصور جروح غراهام ويهينه في ناشونال تاتلر. بعد صدمة التجربة، يتقاعد غراهام من مكتب التحقيقات الفيدرالي بعد فترة وجيزة من شفائه.
في عام 1980، يعيش غراهام مع زوجته مولي، التي التقى بها بعد عام من الحادث مع ليكتر، وابنها ويلي في شوجرلوف كي، فلوريدا. يقنعه رئيسه السابق، جاك كروفورد، بالخروج من التقاعد ومساعدة مكتب التحقيقات الفيدرالي في القبض على قاتل متسلسل يُدعى جنية الأسنان، الذي قتل عائلتين في دورة قمرية، الأولى في برمنغهام ، ألاباما والثانية في أتلانتا، جورجيا. بعد دراسة مسرح الجريمة، يستشير غراهام ليكتر، الذي أصبح الآن مُؤسسًا في مستشفى بالتيمور الحكومي للمجنون الجنائي، بشأن القضية. لكن ليكتر يضايقه فقط، ويرسل لاحقًا عنوان غراهام إلى القاتل، فرانسيس دولارهيد، في الشفرة، ويهدد سلامة زوجته وابن زوجته. تم نقل العائلة أولاً إلى منزل ريفي يملكه شقيق كروفورد، لكن مولي قررت لاحقًا اصطحاب ويلي للبقاء مع والدي زوجها الأول الراحل في ولاية أوريغون. يستأنف غراهام يتبع دولارهيد ويستخدم لوندز في محاولة لكسر الاتصال المشفر بين ليكتر ودولارهيد من خلال إعطاء معلومات لوندز الكاذبة، ملمحًا إلى أن دولارهيد عاجز جنسيًا ومثليًا ومنتج سفاح القربى. غاضب، دولارهيد يختطف لوندز وقتل بوحشية. بعد ربطه بشركة مطورة للأفلام، وصل غراهام وكروفورد ووكلاء مكتب التحقيقات الفيدرالي إلى منزل دولارهيد لاعتقاله، فقط ليجدوا أن القاتل قد أشعل النار فيه مع صديقته العمياء، ريبا ماكلين، في الداخل، ويبدو أنه أطلق النار على نفسه كجزء ميثاق انتحار قسري. ينقذ غراهام ماكلين من المنزل المحترق ويواسيها، ويعود إلى المنزل، معتقدًا أن عهد الرعب في دولارهيد قد انتهى.
ومع ذلك، تم الكشف عن أن انتحار دولارهيد كان خدعة. أطلق النار على وجه ضحية سابقة في وجهه، وخدع ماكلين ورجال الشرطة في مكان الحادث ليعتقدوا أنه مات. يهاجم دولارهيد غراهام وعائلته في منزلهم في فلوريدا، ويطعن غراهام في وجهه قبل أن تقتله مولي زوجة غراهام، التي أفرغت مسدساتهم فيه. ينجو غراهام، لكنه يُترك ندوبًا مشوهة في الوجه وأضرارًا نفسية ضمنية غير قابلة للعلاج. بعد ذلك بوقت قصير، تلقى رسالة من ليكتر ساخرًا يتمنى له فيها «نقاهة سريعة» ويأمل أن «لن يكون غراهام قبيحًا جدًا»، وهو ما يدمره كروفورد.
تمت الإشارة إلى ويل جراهام لفترة وجيزة في فيلم صمت الحملان، وهو تكملة لـ تنين أحمر، عندما لاحظت طالبة أكاديمية مكتب التحقيقات الفدرالي، كلاريس ستارلينج، أن «ويل غراهام، أكثر كلاب الصيد حرصًا على الركض في حزمة كروفورد، كان أسطورة في الأكاديمية؛ لقد كان أيضًا ثمل في فلوريدا الآن بوجه يصعب النظر إليه...» يخبرها كروفورد أن«وجه [غراهام] يبدو وكأنه رسمه بيكاسو اللعين.» عندما قابلت ستارلينج ليكتر لأول مرة، سألها كيف يبدو وجه غراهام. قبل هروب ليكتر، أخبره الدكتور فريدريك شيلتون أن كروفورد ليس سعيدًا لأن ليكتر «قطع تلميذه»، مشيرًا إلى غراهام.

### أفلام
تم تصوير جراهام مرتين في الفيلم: في المطارد بواسطة وليام بيترسين ومرة أخرى في التنين الأحمر بواسطة إدوارد نورتون.
يعتبر تصوير جراهام في مانهونتر مخلصًا للشخصية كما تم تقديمها في الرواية الأصلية، مع بعض التعديلات الملحوظة. في الرواية، جراهام متزوج من مولي وزوج أم لابن مولي، ويلي. في مانهونتر، أنجب غراهام ومولي (كيم غريست) ابنًا اسمه كيفن، ولم يشر الفيلم إلى أن كيفن ليس ابن جراهام البيولوجي. كما أنه يغير إلى حد ما علاقته مع ليكتر، هنا تهجئة «ليكتور» (براين كوكس)؛ بينما في الكتاب يتشاور غراهام مع ليكتر مرة واحدة فقط، في هذا الفيلم يتحدث إلى ليكتور عبر الهاتف لفهم دولارهايد بشكل أفضل، وهنا تهجى «دولارهايد» (توم نونان). يغير الفيلم أيضًا نهاية الرواية: في مانهونتر، ينقذ غراهام ريبا ماكلين (جوان ألين) من محاولة دولارهايد (وإن كان مترددًا) لقتلها، ويقتله في مواجهة متوترة.
نسخة فيلم 2002 من التنين الأحمر تغير طبيعة علاقة غراهام بـ ليكتر (أنتوني هوبكنز). أثناء وجوده في الرواية يلتقي ليكتر لأول مرة أثناء استجوابه حول وفاة مريض، في الفيلم يبدو أنه وليكتر يعرفان بعضهما البعض لبعض الوقت، مع غراهام غالبًا يستشير ليكتر في حالاته. يتحدث مع ليكتر عن أحدث قاتل متسلسل يحقق فيه، وهو آكل لحوم البشر، ويحدس أن ليكتر هو القاتل الذي يبحث عنه بعد العثور على وصفة في منزل ليكتر تتضمن جميع الأعضاء المأخوذة من ضحايا القاتل. على عكس الرواية، يلتقي غراهام في هذا الفيلم مع ليكتر عدة مرات. على عكس المطارد، يغير الفيلم معركة غراهام الذروة مع دولارهيد (رالف فاينس) قليلاً؛ بينما أسفرت المواجهة بين الاثنين عن إصابة كلاهما بجروح خطيرة بنيران النيران، ولم يصب وجهه بأذى، وكانت زوجة غراهام مولي (ماري-لويز باركر) هي التي قتلت دولارهايد بإطلاق النار عليه في رأسه وهو ينهض ليقتل. معهم. ومن الواضح في المشهد الختامي أنه على الرغم من دفعه نفسياً إلى ما هو أبعد من حدوده، إلا أن حياته وزواجه صمدتا. يصور تكيف عام 2002 غراهام ومولي على أنهما طفل بيولوجي، جوش (تايلر باتريك جونز)، بدلاً من أن يكون غراهام زوج الأم.